# Antwerp Norfolk and Western Depot

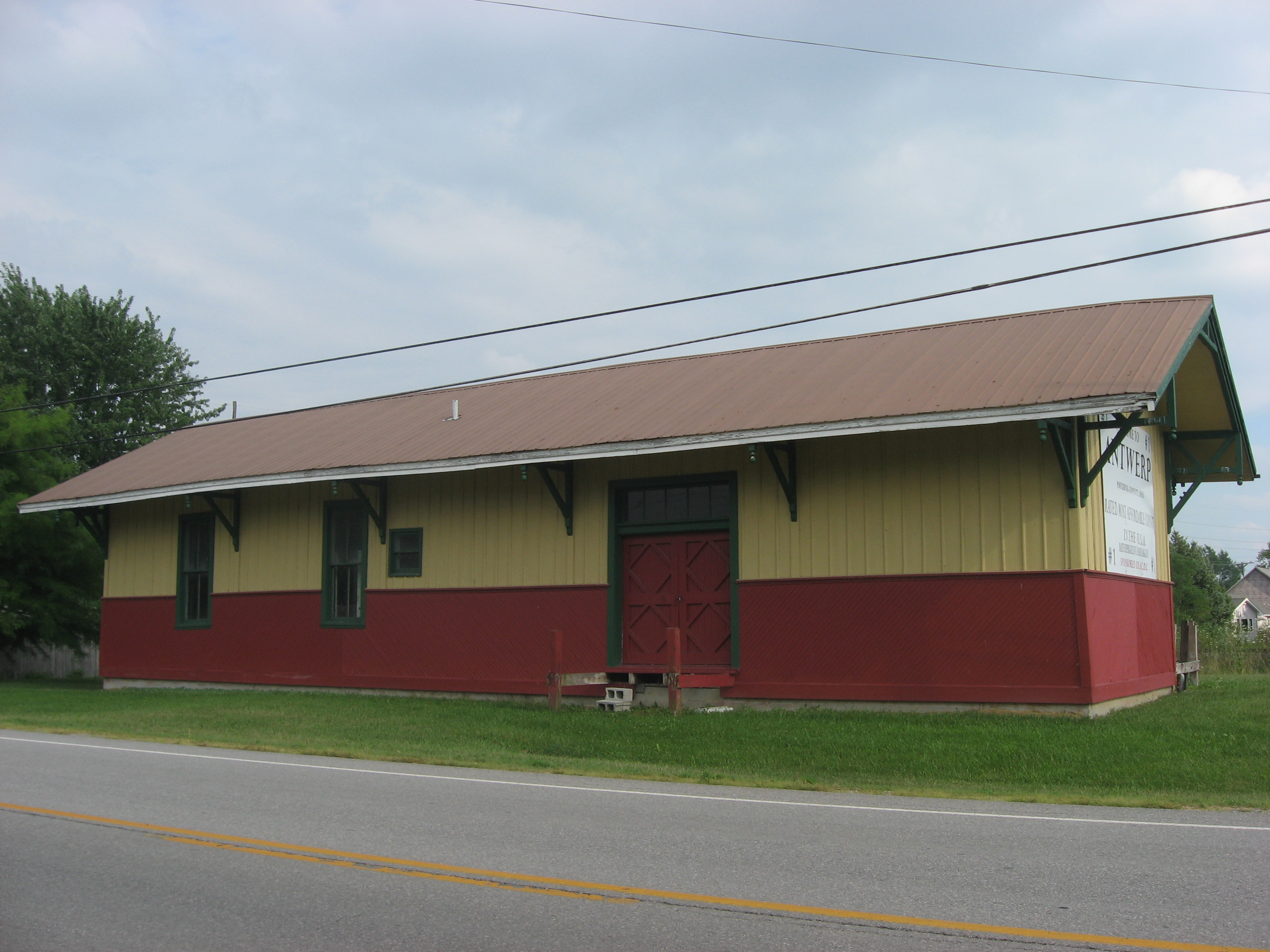
Antwerp Norfolk & Western Depot

Het Antwerp Norfolk and Western Depot is een voormalig treinstation in Antwerp in het westelijk deel van Ohio in de Verenigde Staten. Het historisch treingebouw werd in 1880 gebouwd door de "Wabash Railroad Company". Het is opgetrokken uit een houten structuur met potdekselmuren (weatherboards). Het dak heeft een opvallend lange overkapping.
Toen het depot gebouwd werd, was Antwerp de grootste gemeente in Paulding County dankzij de lucratieve houtkap in de omgeving. Het station is dan ook opvallend groter dan de meeste andere in de wijde omgeving. Het gebouw is van binnen strikt opgedeeld in verschillende ruimtes zoals vracht, passagiers, post, expres-pakjesdienst en verschillende spoorwegkantoren. In tegenstelling tot zijn afmetingen, is het een typisch einde-19e-eeuws stationsgebouw. Het gebouw is opgenomen in de National Register of Historic Places.